# Южноазиатская тропическая скумбрия
Южноазиатская тропическая скумбрия, или канагурта, или южноазиатская скумбрия (лат. Rastrelliger kanagurta), — вид лучепёрых рыб семейства скумбриевых. Максимальная зарегистрированная общая длина тела составляет 42,1 см. Обитают в прибрежных тропических и субтропических водах Индо-Тихоокеанской области. Питаются планктоном. Является объектом целевого промысла.

## Описание
Тело вытянутое, веретенообразной формы, умеренно высокое, покрыто мелкой циклоидной чешуёй. Максимальная высота тела у вертикали, проходящей сразу за краем жаберной крышки укладывается 4,0-4,8 раз в стандартную длину тела. Голова длиннее высоты тела. Первая подглазничная кость заходит на верхнечелюстную кость. Рыло заострённое. Передний и задний край глаз прикрыты жировым веком. Зубы на верхней и нижней челюсти мелкие, конической формы. На сошнике и нёбе зубов нет. Жаберные тычинки очень длинные, видны при открытом рте, довольно многочисленные (30-46 на нижней части первой жаберной дуги). Два спинных плавника разделены промежутком, длина которого равна или больше длины основания первого спинного плавника. В первом спинном плавнике 9—11 колючих лучей. Во втором спинном и анальном плавниках по 12 мягких лучей.  Между вторым спинным и хвостовым плавником, а также между анальным и хвостовым плавниками находится ряд из пяти более мелких плавников. Грудные плавники короткие с 19—20 мягкими лучами. Хвостовой плавник вильчатый. Хвостовой стебель короткий и узкий. По бокам хвостового стебля проходят два небольших киля, центрального киля нет. Плавательный пузырь есть. Позвонков 31.
Спина окрашена в голубовато-зелёный цвет, бока серебристые с золотистым оттенком, брюхо серо-белое. Вдоль верхней половины тела проходят узкие тёмные продольные полосы (золотистые у свежепойманных особей). У нижнего края грудных плавников есть чёрное пятно. Максимальная общая длина тела 42,1 см, стандартная длина тела — до 35 см, обычно 20—25 см.